# 703 (szám)
A 703 (római számmal: DCCIII) egy természetes szám.

## A szám a matematikában
A tízes számrendszerbeli 703-as a kettes számrendszerben 1010111111, a nyolcas számrendszerben 1277, a tizenhatos számrendszerben 2BF alakban írható fel.
A 703 páratlan szám, összetett szám, azon belül félprím, kanonikus alakban a 191 · 371 szorzattal, normálalakban a 7,03 · 102 szorzattal írható fel. Négy osztója van a természetes számok halmazán, ezek növekvő sorrendben: 1, 19, 37 és 703.
Háromszögszám és középpontos kilencszögszám.
A 703 négyzete 494 209, köbe 347 428 927, négyzetgyöke 26,51415, köbgyöke 8,89171, reciproka 0,0014225. A 703 egység sugarú kör kerülete 4417,07927 egység, területe 1 552 603,364 területegység; a 703 egység sugarú gömb térfogata 1 455 306 886,3 térfogategység.